# Hymnologie
Hymnologie is een onderdeel van de studie van kerkmuziek. Het vak houdt zich bezig met systematisch onderzoek, met de geschiedenis, de theorie en de uitvoeringspraktijk van christelijke hymnes.

## Achtergrond
Hymnologie werd in de 19e eeuw een apart studievak. De teksten van gezangen werden in die tijd een populair studieveld, omdat er uit gezangboeken veel informatie te halen viel. Gezangen werden dus steeds meer gezien als informatiebron, en niet louter meer als illustratie.

### Nederland
In Nederland ontstond in de 19e eeuw onderzoek naar psalmberijmingen, waarbij zowel naar de vorm als inhoud van de psalmen gekeken werd. Diverse vorsers publiceerden vanaf die tijd over de geschiedenis en het wezen van de gemeentezang. Het Instituut voor Christelijk Cultureel Erfgoed (Rijksuniversiteit Groningen) doet onderzoek op het terrein van de hymnologie, in het bijzonder de geschiedenis van de kerkzang in Nederland en de relatie tekst en muziek in de werken van Johann Sebastian Bach. Dit instituut beschikt over een grote collectie gezangboeken (o.a. de 'Collectie Wijchers') en literatuur.

### Duitsland
In Duitsland werd in de hymnologie (Gesangbuchforschung) in de 19e eeuw een verband gezocht tussen muziek- en kerkgeschiedenis en literatuuronderzoek. Hymnologie is daar tegenwoordig een multidisciplinair vak, dat de volgende Duitse vakgebieden bestrijkt: Katholieke en Evangelische theologie, sociale wetenschappen, Duitse en Engelse filologie, literatuurwetenschap, geschiedkunde en muziekwetenschap.

### Engeland
In Engeland stond de hymnologie onder grote invloed van de vroeg-19e-eeuwse Romantiek. In Engeland valt hymnologie onder het vakgebied musicologie. Belangrijke onderzoekers en grondleggers van de hymnologie in Engeland waren James Montgomery (1771-1854), John Mason Neale (1818-1866), David Sedgwick, (1814-1879) en John Julian (1839-1913).
In de 20e eeuw verschenen in Engeland talloze publicatie over gezangen en hymnologisch onderzoek. Ook verschenen veel nieuwe gezangbundels en boeken met tekstuele, historische en inhoudelijke uitleg over de diverse gezangen en hun componisten.

De Engelse hymnologie was van grote invloed op de hymnologie in de Verenigde Staten.